# 悪名 (1961年の映画)
『悪名』（あくみょう）は、1961年9月30日に公開された日本映画で、製作・配給は大映の任侠映画。カラー、シネマスコープ（2.35:1）、94分。
監督：田中徳三。勝新太郎と田宮二郎の主演での『悪名シリーズ』の第1作。英語題はTough Guy。
勝の主演作として初のヒットとなり、田宮にとっても名前を売るきっかけとなった作品である。本作がヒットしたことから、大映は間を入れず続編を製作することになる。

## あらすじ
河内の貧農の息子として生まれ育った朝吉は、将来への夢が持てず遊興にふける日々を過ごしていた。故郷にいづらくなった朝吉は、遠方で女性との関係を求めるが、目的を達することが出来ないまま放浪の生活に入る。朝吉は遊女屋のある街で博徒・モートルの貞らといざこざを起こしたことがきっかけで、その親分の吉岡の一家に迎え入れられる。朝吉は博徒として名を高めていく一方、遊女の琴糸と親密になる。琴糸の境遇に憤慨した朝吉は、逃亡の手助けを約束するが、その琴糸は吉岡が恐れる松島の長五郎の身内であった。一方朝吉は、琴糸をともにかくまった縁で食堂の女店員・お絹とも親密になる。お絹は朝吉に夫婦約束の起請文を書かせる。
松島一家との対決を避けようとする吉岡に反発した貞は、朝吉とともに一家を離れる。2人は兄弟盃を交わし、新たな一家をなす。松島一家は吉岡を襲撃して再起不能にし、琴糸を探し出して因島の女親分・イトに売り飛ばす。朝吉と貞は有馬温泉で開帳された賭場で稼いで旅費を作り、因島へ飛ぶ。
2人は遊女たちが外出を許される祭礼の日を利用し、琴糸を連れ出して船に乗せるが、潮の流れが逆波になり、もとの港に押し流される。旅館に身を隠したところに、因島のもうひとりの大侠客・シルクハットの親分が子分を連れて乗り込む。そこにイトが現れて喧嘩を仲裁し、朝吉とシルクハット一家の手打ち式を開く。イトは琴糸の事情を理解し、一時帰郷することを許すが、必ず1週間で因島に帰すよう朝吉らに固く命じる。
お絹と会った琴糸は、お絹が朝吉と婚約していることを知って泣き崩れるが、身を引くことを決意し、単身東京へ向かう。
朝吉はひとりで因島へ戻る。激怒したイトは朝吉を砂浜へ連れ出し、ステッキでひたすら殴打するが、朝吉は耐え抜く。イトは呆れて「私の負けや。あんたは男として名を上げる」と告げ、砂浜を去る。血まみれの朝吉は「名を上げる? どうせそれは悪名やないか」とつぶやく。

## 出演者
順は本作冒頭のクレジットタイトルに、役名は国立映画アーカイブに基づく。
- 朝吉：勝新太郎
- モートルの貞：田宮二郎
- お絹：中村玉緒
- 琴糸：水谷良重
- お千代（有馬温泉の芸者）：中田康子

- シルクハットの子分：千葉敏郎
- シルクハットの親分：永田靖
- 吉岡：山茶花究
- おしげ（因島の旅館の女中）：阿井美千子
- お辰（吉岡の妻）：倉田マユミ
- 麻生イト：浪花千栄子

- 松島の子分：須賀不二男
- 漁師：嵐三右衛門
- 善兵衛（朝吉の父）：荒木忍
- お照（貞の恋人）：藤原礼子
- 白糸：若杉曜子
- やり手婆：金剛麗子
- 筆職人の妻：橘公子
- 漁師の老妻：高橋とよ

- 旅商人：寺島貢
- 中盆：伊達三郎
- 大和楼の主人：天野一郎
- 番頭：石原須磨男
- おやじ：西川ヒノデ
- 筆職人の老人：浅尾奥山
- 土生の男：浜田雄史
- 辰吉：丸凡太

- 遊び人：春日清
- 茂公：小南明
- 他の客：福井隆次
- 忠公：沖時男
- 胴元：堀北幸夫
- 男甲：西岡弘善
- 女：種井信子
- 妓甲：大谷鷹子
- 小林加奈枝
- クレジットなし[2]
  - 若い者甲：渡辺満男
  - 盆踊りの男：山岡敬四郎
  - 男乙：石島栄太郎
  - シルクハットの子分：有村淳
  - およし：堀左和子
  - 妓乙：大井由貴子
  - 麻生館の女中：三星富美子

## 封切り時の併映作品
- 『性生活の知恵 第二部』

## スタッフ
職掌および、監督を除く順は本作冒頭のクレジットタイトルおよび国立映画アーカイブに基づく。
- 監督：田中徳三
- 原作：今東光（週刊朝日連載）
- 企画：鈴木晰成
- 脚本：依田義賢

- 撮影：宮川一夫
- 録音：大谷巌
- 照明：岡本健一
- 美術：内藤昭
- 音楽：鏑木創[1]

- 編集：菅沼完二
- 助監督：土井茂